# America's Next Top Model (mùa 1)
America's Next Top Model, Mùa 1 là mùa thi đầu tiên của loạt chương trình America's Next Top Model - chương trình truyền hình thực tế nổi tiếng khắp thế giới do Tyra Banks sáng lập nhằm tuyển chọn những người mẫu xuất sắc cho ngành công nghiệp thời trang. Biểu ngữ cổ động cho mùa thi là: "Cô gái tài sắc vẹn toàn".
Đây là mùa thi duy nhất chỉ tuyển chọn 10 thí sinh. Paris là điểm đến quốc tế được chọn để ghi hình cho top 5.
Người thắng cuộc có cơ hội sở hữu một hợp đồng quảng cáo với mỹ phẩm Revlon, một hợp đồng người mẫu với Wilhelmina Models, xuất hiện trên trang bìa cùng với bộ ảnh độc quyền trên tạp chí Marie Claire.
Cô gái 20 tuổi Adrianne Curry đến từ Joliet, Illinois đã trở thành người đầu tiên chiến thắng đầu tiên của cuộc thi.
Á quân Shannon của mùa thi này đã tham dự mùa giải 17 của ANTM và dừng chân ở vị trí thứ 6.

## Danh sách thí sinh
(Tính tuổi lúc tham gia cuộc thi)
| Thí sinh         | Tuổi | Chiều cao               | Đến từ                      | Bị loại ở | Hạng |
| ---------------- | ---- | ----------------------- | --------------------------- | --------- | ---- |
| Tessa Carlson    | 19   | 1,75 m (5 ft 9 in)      | Chicago, Illinois           | Tập 1     | 10   |
| Katie Cleary     | 21   | 1,75 m (5 ft 9 in)      | Glenview, Illinois          | Tập 2     | 9    |
| Nicole Panattoni | 22   | 1,80 m (5 ft 11 in)     | Murrieta, California        | Tập 3     | 8    |
| Ebony Haith      | 24   | 1,78 m (5 ft 10 in)     | Bronx, New York             | Tập 4     | 7    |
| Giselle Samson   | 18   | 1,78 m (5 ft 10 in)     | Corona, California          | Tập 5     | 6    |
| Kesse Wallace    | 21   | 1,75 m (5 ft 9 in)      | North Little Rock, Arkansas | Tập 6     | 5    |
| Robin Manning    | 26   | 1,78 m (5 ft 10 in)     | Memphis, Tennessee          | Tập 7     | 4    |
| Elyse Sewell     | 20   | 1,78 m (5 ft 10 in)     | Albuquerque, New Mexico     | Tập 9     | 3    |
| Shannon Stewart  | 18   | 1,79 m (5 ft 10+1⁄2 in) | Franklin, Ohio              | Tập 9     | 2    |
| Adrianne Curry   | 20   | 1,78 m (5 ft 10 in)     | Joliet, Illinois            | Tập 9     | 1    |

## Tổng kết

### Thứ tự gọi tên
| Thứ tự | Tập           | Tập      | Tập      | Tập      | Tập      | Tập      | Tập      | Tập      | Tập      | Tập      |
| Thứ tự | 1             | 1        | 2        | 3        | 4        | 5        | 6        | 7        | 9        | 9        |
| ------ | ------------- | -------- | -------- | -------- | -------- | -------- | -------- | -------- | -------- | -------- |
| 1      | Nicole        | Ebony    | Shannon  | Shannon  | Kesse    | Adrianne | Elyse    | Elyse    | Shannon  | Adrianne |
| 2      | Robin         | Elyse    | Nicole   | Kesse    | Elyse    | Kesse    | Shannon  | Adrianne | Adrianne | Shannon  |
| 3      | Kesse         | Kesse    | Giselle  | Elyse    | Adrianne | Shannon  | Robin    | Shannon  | Elyse    |          |
| 4      | Elyse         | Adrianne | Robin    | Giselle  | Robin    | Robin    | Adrianne | Robin    |          |          |
| 5      | Katie         | Katie    | Adrianne | Adrianne | Shannon  | Elyse    | Kesse    |          |          |          |
| 6      | Ebony         | Nicole   | Ebony    | Robin    | Giselle  | Giselle  |          |          |          |          |
| 7      | Adrianne      | Giselle  | Elyse    | Ebony    | Ebony    |          |          |          |          |          |
| 8      | Shannon       | Robin    | Kesse    | Nicole   |          |          |          |          |          |          |
| 9      | Tessa Giselle | Shannon  | Katie    |          |          |          |          |          |          |          |
| 10     | Tessa Giselle | Tessa    |          |          |          |          |          |          |          |          |

     Thí sinh bị loại
     Thí sinh chiến thắng chung cuộc
- Trong tập 1, từ 20 cô gái, Tyra chọn ra 8 người tham gia tranh tài trong chương trình chính. Sau đó, thêm 2 cô gái, Giselle & Tessa, mà Tyra đã chọn trước đó, nâng tổng số thí sinh lên con số 10.
- Trong tập 7, Robin & Shannon từ chối buổi chụp hình khỏa thân.
- Tập 8 là tập tổng kết những khoảnh khắc đáng nhớ trong các tập trước.

### Chụp ảnh
- Tập 1: Đồ tắm theo phong cách JLO,
- Tập 2: Chụp ảnh đồ bơi cho tạp chí Stuff
- Tập 3: Chân dung quý bà và con rắn quỷ quyệt
- Tập 4: Quảng cáo và chụp hình cho kính áp tròng Fresh Look
- Tập 5: Quảng cáo thương hiệu Reebok với vận động viên bóng bầu dục Clinton Portis
- Tập 6: Ảnh quảng cáo cho đồ lót Wonder Bra
- Tập 7: Chân dung trắng đen; Viên kim cương khoả thân cho Merit Diamond Jewelry
- Tập 9: Trình diễn thời trang thương hiệu Baby Phat

### Thay đổi vẻ ngoài
- Nicole: Duỗi thẳng
- Ebony: Cạo trọc, chỉ để lại một búi nhỏ trên đỉnh
- Giselle: Tóc gợn nhuộm đỏ
- Kesse: Nối tóc giống Tyra Banks năm 1992
- Robin: Duỗi thẳng, đồng thời nhuộm nâu và chân mày màu nâu
- Elyse: Tóc ngắn tinh nghịch, nhuộm nâu sáng
- Shannon: Nối tóc dài và nhuộm cho tóc sáng màu hơn
- Adrianne: Nối tóc dài

### Hội đồng giám khảo
- Tyra Banks
- Janice Dickinson
- Kimora Lee Simmons
- Beau Quillian

Nhân sự khác
- Jay Manuel, đạo diễn nghệ thuật
- J. Alexander, huấn luyện viên sàn diễn

## Nghề nghiệp sau chương trình Top Model
- Adrianne Curry: kịch liệt chống đối Tyra Banks trong ngành người mẫu và truyền hình thực tế.[11]
- Shannon Stewart: đã chụp nhiều ảnh quảng cáo [12] và ký hợp đồng với Elite Model Management Chicago.
- Elyse Sewell: là một trong những người mẫu thành công nhất của ANTM cho đến hiện tại, cô đang hoạt động tại châu Á.[13]
- Robin Manning: đang theo đuổi nghiệp diễn xuất và đã tham gia hai phim chiếu trên màn ảnh rộng, tham gia chụp ảnh quảng cáo liên quanđến nhà thờ thánh.[14]
- Kesse Wallace: tham gia trình diễn thời trang, quảng cáo và đóng phim.[15][16][17] Hiện đang làm việc với Gilla Roos
- Giselle Samson: chụp rất nhiều ảnh quảng cáo.[18] Cô đang làm tiếp viên trên tàu Carnival Cruise[19]
- Ebony Haith: ký hợp đồng với Downtown Model Management và diễn chung với Beyoncé trong phim Freakum Dress
- Nicole Panattoni: đã làm việc với rất nhiều công ty quản lý người mẫu, nhưng sau đó giải nghệ vì lý do gia đình.[20]
- Katie Cleary: hợp tác với chương trình truyền hình Deal or No Deal, có tham gia chụp ảnh.[21].
- Tessa Carlson: có tham gia chụp ảnh nhưng hiện vẫn không theo đuổi được nghiệp người mẫu.[22]